# Sharon Stouder
Sharon Marie Stouder, née le 9 novembre 1948 à Altadena et morte le 23 juin 2013, est une nageuse américaine.

## Carrière
Sharon Stouder se distingue lors des Jeux olympiques de 1964 se tenant à Tokyo. À l'âge de 15 ans, elle remporte quatre médailles olympiques, dont trois en or. Championne olympique du 100 mètres papillon et des relais 4×100 mètres nage libre et quatre nages, elle est médaillée d'argent en 100 mètres nage libre.
Elle intègre l'International Swimming Hall of Fame en 1972.